# Piranga encaputxada
La piranga encaputxada (Piranga rubriceps) és un ocell de la família dels cardinàlids (Cardinalidae).

## Hàbitat i distribució
Habita els boscos als Andes de Colòmbia, Equador i nord del Perú.